# 錫爾弗克里克鎮區 (內布拉斯加州迪克森縣)
錫爾弗克里克鎮區（英語：Silvercreek Township）是位於美國內布拉斯加州迪克森縣的一個行政鎮區。

## 地方資料
錫爾弗克里克鎮區的面積為92.94平方千米，當中陸地面積為92.85平方千米，而水域面積為0.08平方千米。根據2020年美國人口普查的數據，當地共有人口128人，而人口密度為每平方千米1.38人。